# 알핀 A110 (2017)
알핀 A110(Alpine A110)은 프랑스의 자동차 회사인 알핀이 2017년 3월 제네바 국제 모터쇼에서 발표한 리어 미드엔진 후륜구동 스포츠카 모델이다. 2017년 말 유럽 본토, 2018년 영국, 일본과 호주에서 판매를 개시하였다. A110의 이름과 디자인은 1961년부터 1977년까지 알핀이 생산한 모델인 알핀 A110에서 유래하였다.